# Enric Vendrell
Enric Vendrell i Duran (Bellaguarda, 1926 - Tarragona, 2012) fue un abogado y político de Cataluña, España. Fue miembro del Parlamento de Cataluña y senador.

## Biografía
Licenciado en Derecho y miembro de Unió Democràtica de Catalunya, fue presidente del Tribunal Tutelar de Menores de Tarragona, director general de Justicia y Derecho (1980-1981) y de Protección y Tutela de Menores de la Generalidad de Cataluña (1981-1984). Fue elegido diputado del Parlamento de Cataluña en la candidatura de CiU en las elecciones de 1984 y 1988, además de senador designado por la Comunidad de Cataluña desde 1984 a 1992.